# فرنسيسكو غونزاليس بوكانيغرا

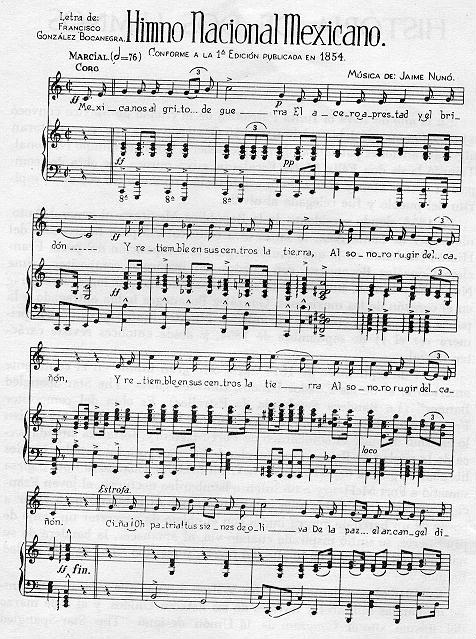

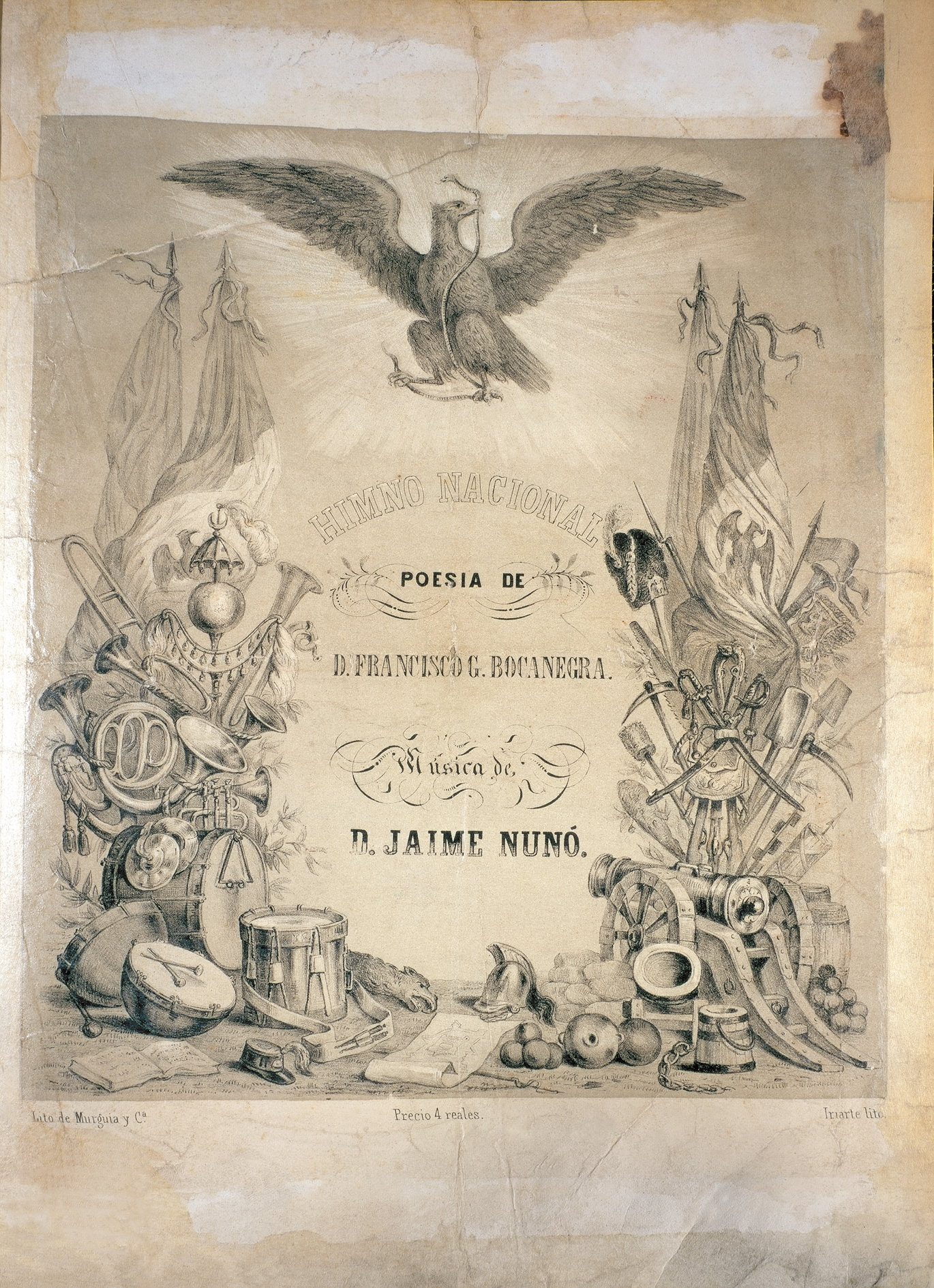

فرنسيسكو غونزاليس بوكانيغرا (بالإسبانية: Francisco González Bocanegra)‏ هو كاتب وشاعر مكسيكي، ولد في 8 يناير 1824 في ولاية سان لويس بوتوسي في المكسيك، وتوفي في 11 أبريل 1861 في مدينة مكسيكو في المكسيك بسبب حمى التيفوئيد.

## وصلات خارجية
- فرنسيسكو غونزاليس بوكانيغرا على موقع ميوزك برينز (الإنجليزية)